# 美美津站
美美津站（日语：／ Mimitsu eki */?）是位於宮崎縣日向市美美津町，屬於九州旅客鐵道（JR九州）的日豐本線車站。本站是無人車站。

## 車站構造

### 站房
本站的站房為木造的簡易式單層站房。站房右側設有簡易式洗手間一座。而各月台之間透過跨線橋連接。

### 月台
站內設有側式月台及島式月台各1座。
| 月台  | 路線      | 上下行 | 方向     |
| ----- | --------- | ------ | -------- |
| 1･3   | ■日豐本線 | 上行   | 延岡方向 |
| 1･2･3 | ■日豐本線 | 下行   | 宮崎方向 |

## 歷史
- 1921年：

- 6月11日：鐵道省宮崎本線高鍋～本站開通啟用，為終點站。
- 10月11日：宮崎本線延伸至福高站，改為中途站。

- 1974年11月20日：取消行李提取服務。
- 1984年11月1日：降為無人車站[1]。
- 1987年4月1日：國鐵分割民營化，車站由九州旅客鐵道（JR九州）營運。
- 1993年：車站大樓拆毀，並建設候車室[1]。
- 1996年6月1日：隨宮崎綜合鐵道事業部（日语：宮崎総合鉄道事業部）成立，車站從大分分社（日语：九州旅客鉄道大分支社）改為鹿兒島分社（日语：九州旅客鉄道鹿児島支社）管理。
- 2022年4月1日：隨宮崎綜合鐵道事業部改組，並且昇格為宮崎支社（日语：九州旅客鉄道宮崎支社），車站管理權由宮崎支社承繼[4]。

## 使用狀況
以下為近年1日平均乘車人次，2016年度起JR九州再沒有提供數據。
| 年度   | 1日平均 乘車人次 |
| ------ | ---------------- |
| 1996年 | 157              |
| 1997年 | 146              |
| 1998年 | 146              |
| 1999年 | 143              |
| 2000年 | 149              |
| 2001年 | 146              |
| 2002年 | 138              |
| 2003年 | 123              |
| 2004年 | 127              |
| 2005年 | 138              |
| 2006年 | 130              |
| 2007年 | 130              |
| 2008年 | 110              |
| 2009年 | 110              |
| 2010年 | 109              |
| 2011年 | 98               |
| 2012年 | 88               |
| 2013年 | 100              |
| 2014年 | 100              |
| 2015年 | 123              |

## 相鄰車站
九州旅客鐵道
■日豐本線
南日向－美美津－東都農

## 外部連結
- JR九州美美津站 （页面存档备份，存于）